# Vlčkovice v Podkrkonoší
Vlčkovice v Podkrkonoší (Duits: Wölsdorf) is een Tsjechische gemeente in de regio Hradec Králové, en maakt deel uit van het district Trutnov.
Vlčkovice v Podkrkonoší telt 403 inwoners.
Batňovice ·
Bernartice ·
Bílá Třemešná ·
Bílé Poličany ·
Borovnice ·
Borovnička ·
Čermná ·
Černý Důl ·
Dolní Branná ·
Dolní Brusnice ·
Dolní Dvůr ·
Dolní Kalná ·
Dolní Lánov ·
Dolní Olešnice ·
Doubravice ·
Dubenec ·
Dvůr Králové nad Labem ·
Hajnice ·
Havlovice ·
Horní Brusnice ·
Horní Kalná ·
Horní Maršov ·
Horní Olešnice ·
Hostinné ·
Hřibojedy ·
Chotěvice ·
Choustníkovo Hradiště ·
Chvaleč ·
Janské Lázně ·
Jívka ·
Klášterská Lhota ·
Kocbeře ·
Kohoutov ·
Královec ·
Kuks ·
Kunčice nad Labem ·
Lampertice ·
Lánov ·
Lanžov ·
Libňatov ·
Libotov ·
Litíč ·
Malá Úpa ·
Malé Svatoňovice ·
Maršov u Úpice ·
Mladé Buky ·
Mostek ·
Nemojov ·
Pec pod Sněžkou ·
Pilníkov ·
Prosečné ·
Radvanice ·
Rtyně v Podkrkonoší ·
Rudník ·
Stanovice ·
Staré Buky ·
Strážné ·
Suchovršice ·
Svoboda nad Úpou ·
Špindlerův Mlýn ·
Trotina ·
Trutnov ·
Třebihošť ·
Úpice ·
Velké Svatoňovice ·
Velký Vřešťov ·
Vilantice ·
Vítězná ·
Vlčice ·
Vlčkovice v Podkrkonoší ·
Vrchlabí ·
Zábřezí-Řečice ·
Zdobín ·
Zlatá Olešnice ·
Žacléř